# Arteria faringea ascendente
L'arteria faringea ascendente è il principale vaso irrorante la faringe; le sue ramificazioni sono apprezzabili sulla faccia posteriore dell'organo, in corrispondenza dello spazio retrofaringeo, ossia di quel cuscinetto di tessuto connettivo (adiposo) che si interpone tra la faringe stessa e la colonna vertebrale situata posteriormente. La faringea ascendente è un ramo collaterale dell'arteria carotide esterna (il primo ramo posteriore, allo stesso livello in cui sfiocca l'arteria tiroidea superiore). È inoltre denominata anche arteria faringo-meningea data la sua terminazione intracranica come arteria meningea posteriore.